# Beiyangregering

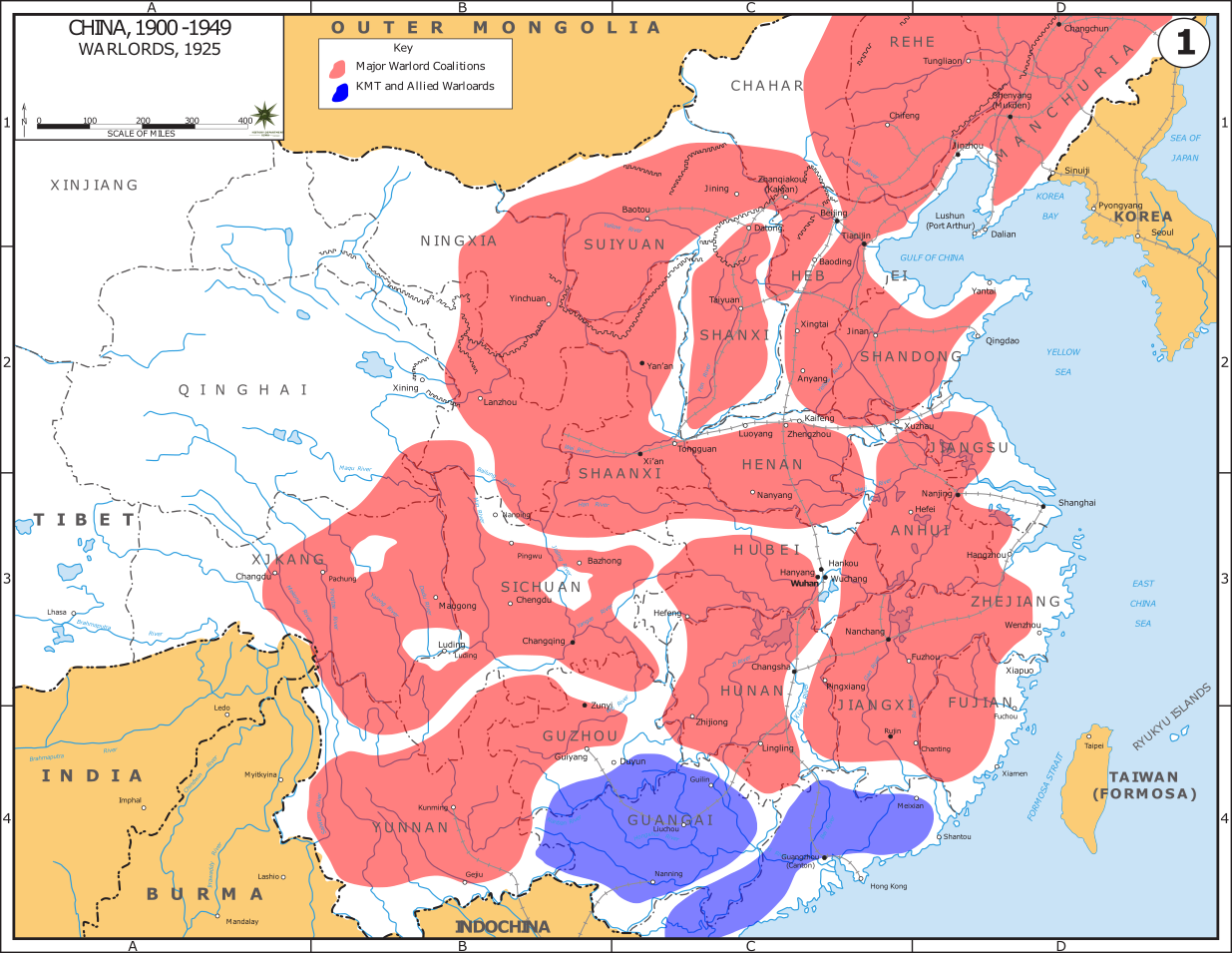
Krijgsherengebieden in 1925 (Kwomintang in blauw)

De regering van Beiyang, ook wel gespeld als Peiyang-regering of de Eerste Republiek China genoemd, verwijst naar de regering van de Republiek China die tussen 1912 en 1928 in de hoofdstad Peking (Beijing) gevestigd was. Deze werd in die tijd internationaal erkend als de legitieme Chinese regering.
De republiek China ontstond toen in 1912 de laatste Chinese keizer van de troon gestoten werd en de republiek China werd uitgeroepen. Direct hierna verklaarden Buiten-Mongolië en Tibet zich onafhankelijk.

## Beginjaren
De eerste president van de republiek werd Sun Yat-sen, de man die ook de Xinhai-revolutie zelf opgezet had. Deze functie gaf hij al in 1912 op ten gunste van Yuan Shikai.
Yuan was een hoge militaire leider in de laatste fase van de Qing-dynastie. Hij behoorde oorspronkelijk tot de hervormers, maar bleek vooral uit te zijn op macht. In 1915 probeerde hij het keizerrijk te herstellen en als Hongxian-keizer de troon te bestijgen. Verzet van andere militaire machthebbers en zijn voortijdige dood voorkwamen deze restauratie van het keizerrijk. Yuan overleed namelijk al in 1916. In 1917 werd door een van de krijgsheren de voormalige Xuantong-keizer ook nog een keer tot keizer uitgeroepen. Dit 'keizerrijk' hield echter maar 12 dagen stand, want toen lukte het een andere krijgsheer de Qing-dynastie opnieuw ten val te brengen.

## Eerste Wereldoorlog
In de Eerste Wereldoorlog koos de Republiek China de zijde van de geallieerden, en zond 140.000 arbeiders naar het front in Frankrijk om te helpen met de aanleg van loopgraven. Japan, dat ook officieel de kant van de geallieerden had gekozen, bezette echter de Duitse concessie te Shantung en trachtte en passant China met zijn "21 eisen" een groot deel van de soevereiniteit af te nemen. In Versailles wees men de Duitse gebieden ten slotte toe aan Japan.

## Krijgsherentijd
Na de dood van Yuan Shikai brak een onrustige tijd aan. Er heerste anarchie in de Republiek; verscheidene gewapende groeperingen waren opgekomen die allemaal onafhankelijk over gebieden gingen regeren. Hun leiders worden de 'krijgsheren' genoemd. Zo bleef voor de officiële regering onder Sun Yat-sen van 1921 tot zijn dood in 1925 alleen de macht over in de gebieden in Zuid-China.
In 1925 kwam er een einde aan de Krijgsherentijd, toen de leider van de Nationalistische Kwomintang, Chiang Kai-shek, de president werd van de Republiek. Hij versloeg in een soort burgeroorlog de overgebleven krijgsheren in Noord-China. Toen deze waren verslagen brak er in China een nieuwe periode aan: de zogenaamde Kwomintang-periode. De hoofdstad werd verplaatst en de vlag werd veranderd. De Republiek China wordt dan ook wel aangeduid als Nationalistisch China of Kwomintang-China.